# Alice Guy-Blaché
Alice Guy-Blaché (ur. 1 lipca 1873 w Saint-Mandé, zm. 24 marca 1968 w Wayne) – pionierka kina francuskiego i amerykańskiego, producentka filmowa, pierwsza kobieta zajmująca się reżyserią filmową. Prawdopodobnie jedyna kobieta w historii, która posiadała swoje własne filmowe studio zdjęciowe.

## Życiorys
Była piątym dzieckiem Mariette Guy i właściciela sieci księgarskiej Emilé'a Guya. Aż do ok. 1877 roku była wychowywana w Carouge w Szwajcarii przez babkę. Dopiero jako trzy- lub czterolatka trafiła do domu rodziców w Santiago w Chile; wtedy też po raz pierwszy poznała swojego ojca. Ok. 1879 roku rozpoczęła naukę w paryskiej szkole z internatem, mieszczącej się na Rue du Cardinet. W 1884 z powodu bankructwa sieci księgarskiej Guya, Alice została przeniesiona do tańszej szkoły. W tym samym roku umarli jej ojciec i brat. Od 1893 pracowała jako sekretarka i stenotypistka. Rok później została zatrudniona przez firmę fotograficzną Léona Gaumont. 22 marca 1895 roku Alice Guy i jej szef zostali zaproszeni na pokaz kinematografu braci Lumière.

### Początek działalności
W 1896 roku Alce Guy wyreżyserowała swój pierwszy film – La Fée aux Choux, będący być może również pierwszym na świecie filmem, mającym fabułę. W latach 1897–1906 kierowała produkcją filmów w firmie Gaumonta. W tym czasie stworzyła ok. 100 filmów przeznaczonych do odtwarzania w wymyślonym przez Gaumonta systemie dźwiękowym, opierającym się na synchronizacji obrazu z osobno emitowanym dźwiękiem. W 1906 nakręciła wysokobudżetowy budżetowy film Życie Chrystusa, w którego powstaniu brały udział setki statystów oraz ogromna ekipa filmowa.
Podczas Bożego Narodzenia 1906 roku zaręczyła się z Herbertem Blaché, operatorem filmowym oraz pracownikiem firmy Gaumonta; para wzięła ślub wiosną następnego roku. W następnym roku udała się wraz z mężem do Cleveland, gdzie spędzili kilka miesięcy, promując system dźwiękowy Gaumonta. W 1908 roku urodziła córkę, Simone i poświęciła się jej wychowaniu, w tym okresie nie pracując. Kolejne dziecko, syna Reginalda, Alice Guy-Blaché urodziła w 1911.

### Kariera w Stanach Zjednoczonych
W 1910 roku Alice Guy-Blaché założyła w USA własną firmę producencką – Solax. Pierwszy wyprodukowany film, A Child's Sacrifice, ukazał się jeszcze w tym samym roku; w ciągu następnych 4 lat Solax wyprodukował ok. 300 filmów (ok. 2 tygodniowo, przy czym wszystkie powstawały pod bezpośrednim nadzorem Guy-Blaché) i odniósł sukces. Od 1912 firma dysponowała zbudowanym w Fort Lee w New Jersey własnym studiem, którego budowa kosztowała podobno ok. 100 000 dolarów. Najbardziej ambitnym projektem Solax był film Dick Whittington and his Cat o sporym budżecie i zawierający efekty specjalne i kostiumy. W 1913 roku Herbert Blaché stworzył firmę producencką Blaché Features, dla której tworzyła także jego żona, następnie nawiązali współpracę z firmą Popular Plays and Players
W 1917 roku reżyserka przeniosła się do Karoliny Północnej, ze względu na to, że tamtejszy klimat miał służyć jej chorym na odrę dzieciom. Tam zajmowała się dziećmi i pracowała dla Czerwonego Krzyża, podczas gdy jej mąż nadzorował interesy w Fort Lee. W 1918 wyruszył on do Hollywood wraz z jedną ze swoich aktorek. Alice Guy-Blaché przeniosła się do Nowego Jorku. W 1920 ukończyła swój ostatni film – Tarnished Reputations. W tym samym roku otrzymała co prawda propozycję reżyserowania drugiej części filmu Tarzana, jednak nie miała pieniędzy na jego produkcję.

### Powrót do Francji
W 1922 roku małżonkowie Blaché rozwiedli się, a Alice Guy-Blaché wróciła do Francji. Pomimo starań nie znalazła pracy w tamtejszym przemyśle filmowym. Pięć lat później postanowiła udać się do Stanów Zjednoczonych, aby odnaleźć tam kopie swoich filmów, w nadziei, że pomogą one jej znaleźć pracę. Podróż ta jednak okazała się bezowocna – Guy-Blaché nie znalazła ani jednej kopii. Dodatkowym elementem zamykającym jej karierę reżyserską był koniec ery kina niemego w 1929. W tym czasie reżyserka staje się finansowo zależna od swoich dzieci, głównie córki Simone. W 1937 Guy-Blaché z kolei wspomaga finansowo Simone, która poszukiwała wówczas lepiej płatnego zatrudnienia, dorabiając przez pisanie opowieści dla dzieci oraz nowelizacji filmów dla magazynów kobiecych. Pozostawała na utrzymaniu córki do końca życia.
Od 1947 roku rozpoczęła ponowne starania o odzyskanie swoich dzieł filmowych, zajęła się także spisywaniem swoich wspomnień. Stawała się też znana w środowisku badaczy filmowych. W 1954 Gaumont wymienił ją w swoim przemówieniu jako niesłusznie zapomnianą, pierwszą reżyserkę filmową, a rok później odznaczono ją Legią Honorową.
Zmarła w domu opieki w New Jersey w 1968 roku.

## Twórczość

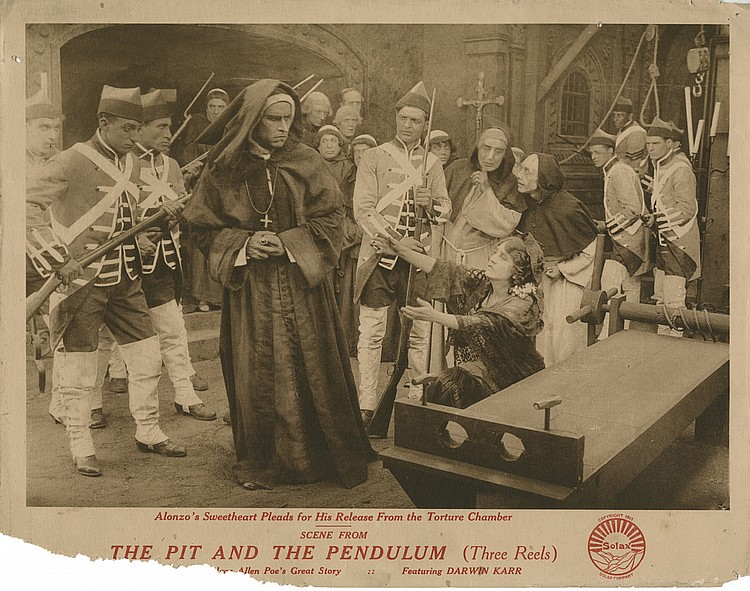
Fotos z wyreżyserowanego przez Guy-Blaché filmu The Pit and the Pendulum (1913)

Filmy Alice Guy-Blaché poruszały różnorodną tematykę i wykorzystywały różne konwencje gatunkowe; reżyserka tworzyła m.in. komedie, horrory, filmy o tematyce bajkowej i.in.. Chętnie kręciła też adaptacje utworów literackich (w tym m.in. adaptację Katedry Marii Panny w Paryżu Wiktora Hugo pt. La Esmeralda). Jej styl był silnie teatralny, często wykorzystywała drogą scenografię, statystów i triki filmowe. Wcześnie zaadaptowała różnorodne techniki filmowe, np. korzystała ze zbliżenia jako środka budującego dramaturgię.

### Wybrana filmografia
- La Fée aux Choux (1896)[11]
- Avenue de l’Opéra (1896/1897)
- Serpentine Danse: Loïe Fuller. (1896/1897)
- Chez le barbier (1897)
- La Crèche à Bethléem (1898)
- Sage-femme de première classe(inne języki) (1902[12]), remake La Fée aux Choux[12][11]
- Danse Fantasiste. (1902)
- Pierrette et son pot au lait (1903)
- L'Assassinat du Courrier de Lyon (1904)
- La Première Cigarette (1904)
- La Esmeralda (1905)
- Życie Chrystusa (1906)
- Les Résultats du féminisme(inne języki)[13] (1906), oraz remake In the Year 2000 (1912)[11]
- Madame a des envies(inne języki) (1906)[14][11]
- La Glu(inne języki) (1906[15])[11]
- Fanfan la Tulipe (1907)
- A Child's Sacrifice (1910)
- A Doughter of the Navajo (1911)
- Rose of the Frontier (1911)
- The Girl in the Armchair (1912)
- A House Divided (1913)
- Dick Whittington and his Cat (1913)
- The Ocean Waif(inne języki) (1916)[11]
- The Great Adventure(inne języki) (1918)[11]
- Tarnished Reputations (1920)